# Aura (czasopismo)
AURA – ogólnopolski miesięcznik naukowy i popularnonaukowy Naczelnej Organizacji Technicznej poświęcony kształtowaniu i ochronie środowiska. 

## Historia
Pismo wydawane jest przez Wydawnictwo Sigma-NOT Sp. z o.o. Zostało założone w 1973 roku. W latach 1992–2019 ukazywał się „Dodatek ekologiczny dla szkół”, w latach 1996–2014 „Zioła a zdrowie” w 2000 „Programy Autorskie Edukacji Ekologicznej”, a w 2002 „Prace Konkursowe” i w latach 2002–2003 „Projekty Edukacji Ekologicznej”.  Aura posiada streszczenia artykułów w j. angielskim (niegdyś również w rosyjskim). Redakcja „Aury” ma siedzibę w Warszawie przy ul. Ratuszowej.

## Redakcja
Z pismem współpracowali m.in.: Julian Aleksandrowicz, Roman Michał Andrzejewski, Janusz Bogdanowski, Mieczysław Chorąży, Roman Ciesielski, Zbigniew Engel, Marceli Faska, Józef Gęga, Maria Gołaszewska, Władysław Grodziński, Stanisław Juchnowicz, Bronisław Kamiński, Jan Karol Kostrzewski, Stefan Kozłowski, Roman Ney, Maciej Nowicki, Ludwik Ochocki, Romuald Olaczek, Artur Tajber, Stanisław Wróbel, Marek Żukow-Karczewski.
Redaktorzy  naczelni:
- Tadeusz Wojtaszek (1973–1978)[1]
- Jerzy Domański (1978 od nr 8)[1]
- Edward Garścia (1979–2015)[3][1]
- Regina Cyganik (2016–2018)[1]
- Jolanta Czudak-Tomaka[4]

Na polskiej ministerialnej liście punktowanych czasopism naukowych znajduje się w części B, w 2014 roku mając 2 punkty.